# لونيس ماتام
لونيس ماتام لاعب دولي سابق ومن أبرز لاعبي وفاق سطيف الجزائري، جزائري الأصل والجنسية، ولد بمدينة سطيف سنة 1942 م.
لعب لونيس ماتام، خلال فترة الستينيات، وقضى أهم مشواره كلاعب كرة القدم، تحت ألوان وفاق سطيف، رفقة كل من مسعود كوسيم ، والعيد مسعودي ، ورشيد فرشيشي، وعمار بوروبة ، وغيرهم، كما لعب أيضا ولموسم واحد، في صفوف شباب بلكور (شباب بلوزداد حاليا). وكان لونيس ماتام، لاعبا دوليا، حيث شارك في عام 1965 بوهران، في مباراة الجزائر الشهيرة، أمام البرازيل، في زمن بيلي وذلك رفقة حمة ملاكسو، وحسان لالماس، ومصطفى زيتوني.
وأخوه هو لاعب كرة القدم الشهير، عبد الله ماتام ، فضلا عن ذلك، أنجب لونيس ماتام الابن رضا ماتام ، الذي سار على خطاه، وكان من أبرز لاعبي الوسط الهجومي، في تاريخ الكرة الجزائرية، حيث مثل ألوان «النسر الأسود» والمنتخب الوطني، وتألّق بقوة في التسعينيات، واشتهر بميله إلى اللعب الإستعراضي.
توفي يوم الثلاثاء 5 نوفمبر 2013 ، الموافق الثاني من محرم 1435، عن عمر ناهز 71 عاما بعد صراع مع المرض لمدة أربع سنوات، وترك لونيس ماتام وراءه أرملة، وأربعة أولاد.

## وصلات خارجية
- لونيس ماتام على موقع قاعدة بيانات كرة القدم.إي يو (الإنجليزية)
- لونيس ماتام على موقع ناشيونال فوتبول تيمز (الإنجليزية)
- مراسيم تشييع جنازة لونيس ماتام على يوتيوب